# Staffort
Staffort ist ein kleiner Ort zwischen Karlsruhe und Bruchsal; die alteingesessenen Einwohner sprechen den südfränkischen Dialekt. Zum 1. Januar 1975 wurde Staffort zusammen mit den drei Nachbarorten Blankenloch, Friedrichstal und Spöck zur Gemeinde Stutensee zusammengeschlossen, die zum 1. Januar 1998 zur Großen Kreisstadt erhoben wurde.

## Lage und Namen
Staffort liegt 111 Meter ü. NN auf dem Hardtrücken 10 km nördlich von Karlsruhe und 10 km östlich des Rheins. Der Alluvialboden entstand durch Ablagerung bei Überschwemmungen von Pfinz, Saalbach, Murg und Rhein. Das im Stafforter Gewann Gänsweide gefundene Zahnfossil eines Mammuthus primigenius (wollhaariges Mammut) lässt die Vermutung zu, dass dieses Teilgebiet der Hardt schon vor 90 000 Jahren durch Tiere besiedelt war. Die Großherzogliche Flurkarte von Anfang des 20. Jahrhunderts zeigt für die Stafforter Gemarkung eine maximale Höhendifferenz von 17 Badischen Fuß, was 5,10 Meter Niveauunterschied entspricht. Die Böden der Stafforter Gemarkung sind sehr verschieden, sie bestehen zu 80 % aus Sand, zu 14,3 % aus sandigem Lehm und zu 5,7 % aus Lehm oder Ton. Der Grundwasserspiegel hat sich mit der Rheinregulierung durch Tulla und die Pfinz-Saalbach-Korrektion erheblich (regional bis zu 2 Meter) abgesenkt; seitdem bleiben die früher üblichen Frühjahrsüberschwemmungen einiger Gemarkungsteile aus. Durch die mit einem Wehr an der Grenze zu Spöck angestaute Pfinzkanal hält sich der Grundwasserspiegel bei 1,5 bis 3 Metern. Der jahreszeitliche Temperaturverlauf liegt nur geringfügig unter dem der wärmsten Region in Deutschland am Kaiserstuhl. Das günstige Klima und die stete oder stapfen Furt durch die Pfinz dürften die Voraussetzungen der frühen Besiedlung sein bzw. sind die Grundlage des Dorfnamens, dessen Schreibweise sich im Laufe der Jahrhunderte mehrmals änderte: 1110 Stafphort, 1157 Staphurt, 1211 Staphord, 1213 Stafort, 1243 Staffurt, 1362 Staphurt, 1403 Staffert, 1418 Staffürd, 1424 Staffurth, 1669 Staffurt, 1743 Stafforth, seit 1905 Staffort.

## Geschichte

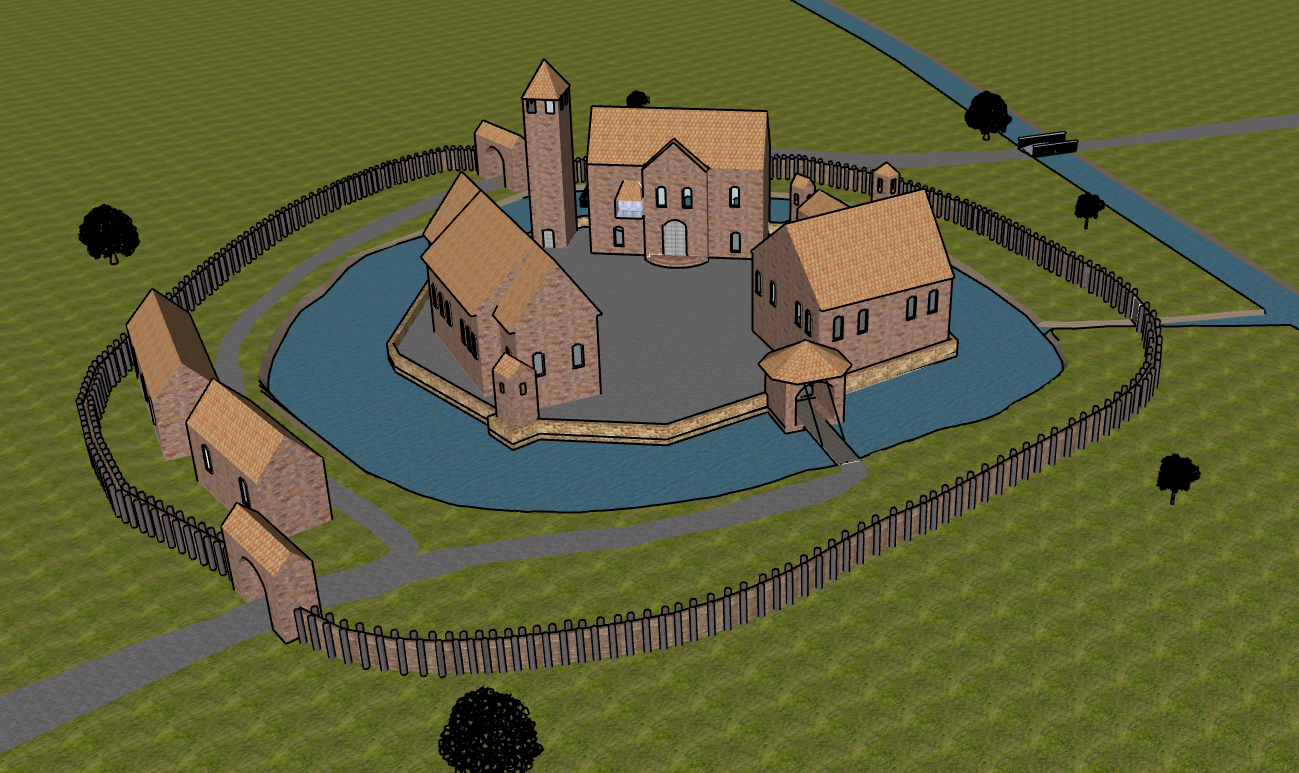
Das Schloss Staffort 1599

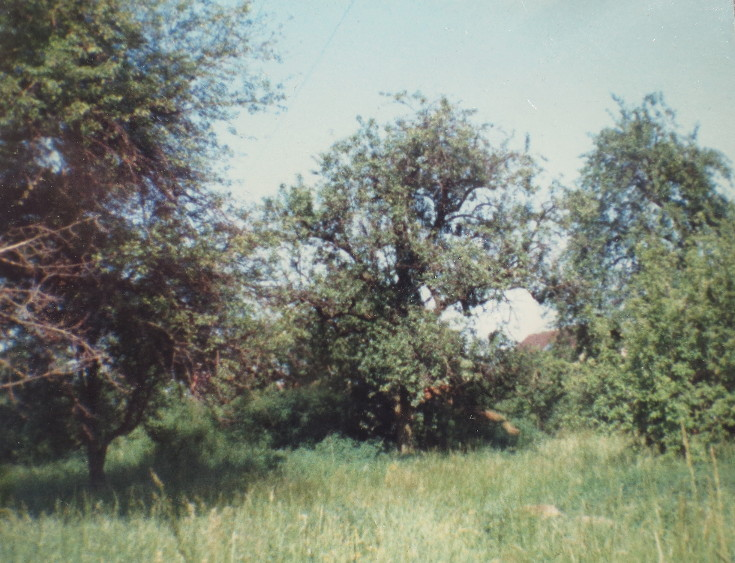
Abraumhügel der ehemaligen Flachlandburg um 1980

Staffort wurde in einer Urkunde Kaiser Heinrichs V. am 16. August im Jahr 1110 erstmals als „Stafphort“ erwähnt. Es kann davon ausgegangen werden, dass schon zur Römerzeit um 25 n. Chr. an der Handelsstraße von Hochstetten zur römischen Station Stettfeld an der „steten-stapfen Furt“, dem Übergang über den „Sumpfbach“ (der Pfinz) ein römisches Kastell bestanden hat. Immerhin vier römische Teller mit dem Töpferstempel JUCUNDUS und DOMINA -TUS FE wurden hier gefunden. Auf den Grundmauern dieser römischen Befestigung wird wohl das steinerne Haus des „Ritters von Staphurt“ entstanden sein. Im Jahr 1157 wird Ruedegerus de Staphurt zum ersten Mal als Dienstmann des Bischofs von Speyer urkundlich erwähnt. Im Jahr 1377 stellte sich Gerhard von Staphurt in den Dienst des badischen Markgrafen als Edelknecht. Nach mehreren Auseinandersetzungen zwischen dem Bischof von Speyer, König Ruprecht von der Pfalz und Markgraf Bernhard I von Baden verblieben Schloss und Dorf ab 1424 endgültig in badischem Besitz.
Den literarischen Höhepunkt erlebte das Schloss Staffort durch den Druck des „Stafforter Buches“ durch den Buchdrucker Bernhardt Albin im Jahr 1599. Markgraf Ernst Friedrich von Baden-Durlach, ab 1584 Herr der unteren Markgrafschaft legte damit als Lutheraner und Calvinist ein Kompendium seiner reformierten Lehre vor.
Durch das so genannte „Weiße Regiment“, das mit 20.000 Mann 1622 vom Schloss und Dorf Staffort auf der Seite der Protestanten in den Dreißigjährigen Krieg (1618–1648) zog und an der Schlacht bei Mingolsheim teilnahm, war die Stafforter Herrschaft letztmals militärisch bedeutend.
Das von einem Wassergraben umgebene Schloss Staffort bestand bis zum 19. August 1689, als es im Pfälzer Erbfolgekrieg von den Truppen Melacs zerstört wurde. Die zersprengten Gebäude des Schlossplatzes wurden zum Abbruch freigegeben. Über die Jahrhunderte wurde das Mauerwerk abgetragen und für Bauzwecke im Jagdschloss Stutensee und dem Dorf Staffort verwandt.
Die Stafforter Kirchenbücher wurden 1669 durch Pfarrer Johann Georg Zandt (Pfr. 1668–1691) neu angelegt – ältere Aufzeichnungen waren während der früheren „Kriegswirren“ verloren gegangen. Die Aufzeichnungen werden bis heute ohne Unterbrechung fortgeführt und gesichert. Die erste Angabe einer Einwohnerzahl findet sich darin 1706 bei Pfarrer Lindemann (Pfr. 1692–1737); er schrieb: „Staffurt hat sich vermehrt, 178 Personen, welche der evangelisch lutherischen Religion zugethan, befinden sich hier“.

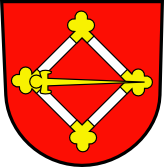
Früheres Gemeindewappen

Bis zur Gründung des Großherzogtum Baden 1806 lag Staffort, das zur Markgrafschaft Baden-Durlach gehörte, im Dreiländereck mit der Kurpfalz und dem Hochstift Speyer. Eine Vielzahl von ehemaligen Grenzsteinen aus dieser Zeit, wie z. B. Landesgrenzstein, Schlossgemarkungsstein, Geleitstein, Erblehensstein, Gültstein, Zehntstein und Gießbach Reinigungsstein, sind bis heute gesichert.
Die alten Grenzsteine und das frühere Gemeindesiegel zeigen einen Sester im alten Ortswappen. Im Jahr 1895 nahm der Stafforter Gemeinderat den neuen Wappen-Vorschlag des badischen Generallandesarchiv an:
Der Wappenschild in Rot eine silberne Schnalle mit goldenen Beschlägen und goldenem Dorn.
Die Aufgabe der Heraldiker, die Abweichung von den vorhandenen Siegeln und Grenzmarkierungen so gering wie möglich, aber die Unterscheidung zu allen anderen deutschen Wappen deutlich herauszuarbeiten, schien gut gelungen zu sein, zumal die badischen Landesfarben verwendet und mit der Gürtelschnalle ein Hinweis auf die alte Stafforter Herrschaft enthalten war.

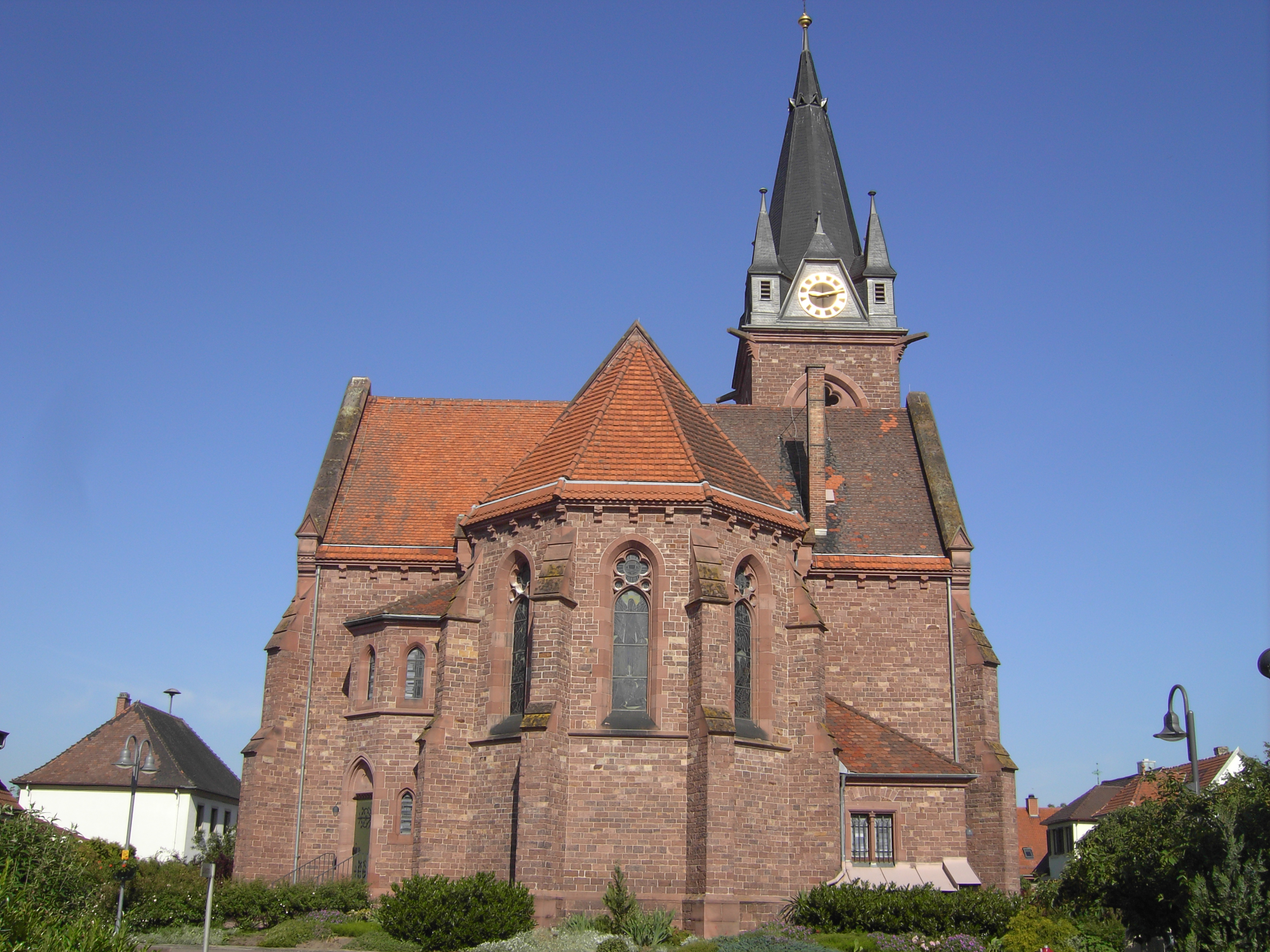
Evangelische Kirche

Im 18. und 19. Jahrhundert kam es zu zahlreichen Auswanderungen; 73 Personen teils mit Ehefrau bzw. Familie verließen das Dorf in Richtung Amerika, Dänemark, Jütland, Preußen, Russland, Serbien, Steiermark, Ungarn und Westpreußen.
Im Stafforter Bürgerbuch von 1837 sind folgende Familiennamen eingetragen: Amolsch, Brauch, Beideck, Dürr, Enderlin, Ernst, Gamer, Glaser, Hager, Hauck, Hauth, Hecht, Heidt, Kohler, Malsch, Maier, Mezger, Nagel, Oberacker, Raupp, Stahl, Stober, Schilling, Scholl, Schoppinger, Sickinger, Süß, Waidmann, Winnes.
Im Ersten Weltkrieg (1914–1918) hatte das Dorf 31 Gefallene, im Zweiten Weltkrieg 1939–1945 50 Gefallene zu beklagen. In der Nacht vom 2. zum 3. Februar 1945 kam es zur Bombardierung von Staffort durch eine britische Bomberflotte. Das Dorf wurde zu 65 % zerstört, 18 Einwohner wurden getötet. Die starken Südwestwinde hatten die Zielmarkierungen für die Bombardierung so verschoben, dass die Bombenlast, die den Hauptbahnhof in Karlsruhe treffen sollte, auf Staffort niederging.
Nach dem Krieg fanden viele Flüchtlingsfamilien in Staffort eine neue Heimat. Diese kamen zu einem erheblichen Anteil aus dem katholischen Jugoslawien, sodass die ehemals rein evangelische Gemeinde seitdem einen erheblichen katholischen Bevölkerungsanteil hat.

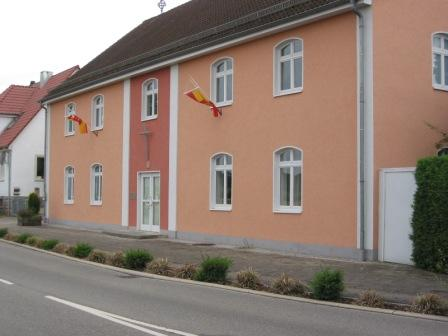
Katholische Kirche St. Wolfgang Staffort (2010)

Am 1. Januar 1975 kam Staffort zur neuen Gemeinde Stutensee.
Seit 2010 besteht eine Patenschaft zwischen Staffort und der sechsten Kompanie des ABC-Abwehrbataillons 750 „Baden“.
Im Jahr 2010 wurde die erste Erwähnung des Dorfes vor 900 Jahren mit einer Veranstaltungsreihe gefeiert; Theresa Bock (* 11. Mai 2009 Karlsruhe) wurde bei der Ortschaftsratsitzung am 21. Juli 2011 als 2000. Einwohnerin des Stadtteils Staffort von Oberbürgermeister Klaus Demal und Ortsvorsteher Ludwig-Wilhelm Heidt begrüßt.
Über das Dorf hinaus bekannt wurden die Stafforter Pfarrer
- Jakob Gottlieb Eisenlohr, Pfr. 1746–1756; er veröffentlichte 1748 die Kirchengeschichte der Markgrafschaft Baden-Durlach
- Aloys Henhöfer, Pfr. 1827–1862; er leitete eine reformatorische Erweckungsbewegung ein und gründete mehrere Diakonissenhäuser; die Universität Heidelberg verlieh ihm den Titel eines Dr. h. c.
- Carl Lorenz Peter, Pfr.1863–1897; war Badischer Kirchenrat er führte das Werk seines Vorgängers fort und engagierte sich besonders für die Innere Mission in Baden, der Großherzog verlieh ihm das Kommandeurkreuz des Bertholdordens
- Georg Urban, Pfr.1924–1951; sicherte als Dekan des Kirchenbezirks viele kirchengeschichtliche Daten der Hardtregion; Rund um die Kirchtürme der Henhöfergemeinden Spöck und Staffort, Eine Chronik über die Jahre 1924–1951 Bretten 1968
- Holger Müller, Pfr. 2015–2023, Initiator und Mitverfasser des Kirchenführers: Die Evangelische Kirche Staffort; Ein paradiesisches Gesamtkunstwerk aus Neogotik und Jugendstil, Klotz Verlag Neulingen 2019, ISBN 978-3-948424-04-6 sowie Übersetzer des Stafforter Buches in die aktuelle deutsche Sprache: Das Stafforter Buch, Baden zwischen Calvin und Luther, Klotz Verlagshaus Neulingen 2021, ISBN 978-3-948968-55-7

## Sehenswürdigkeiten

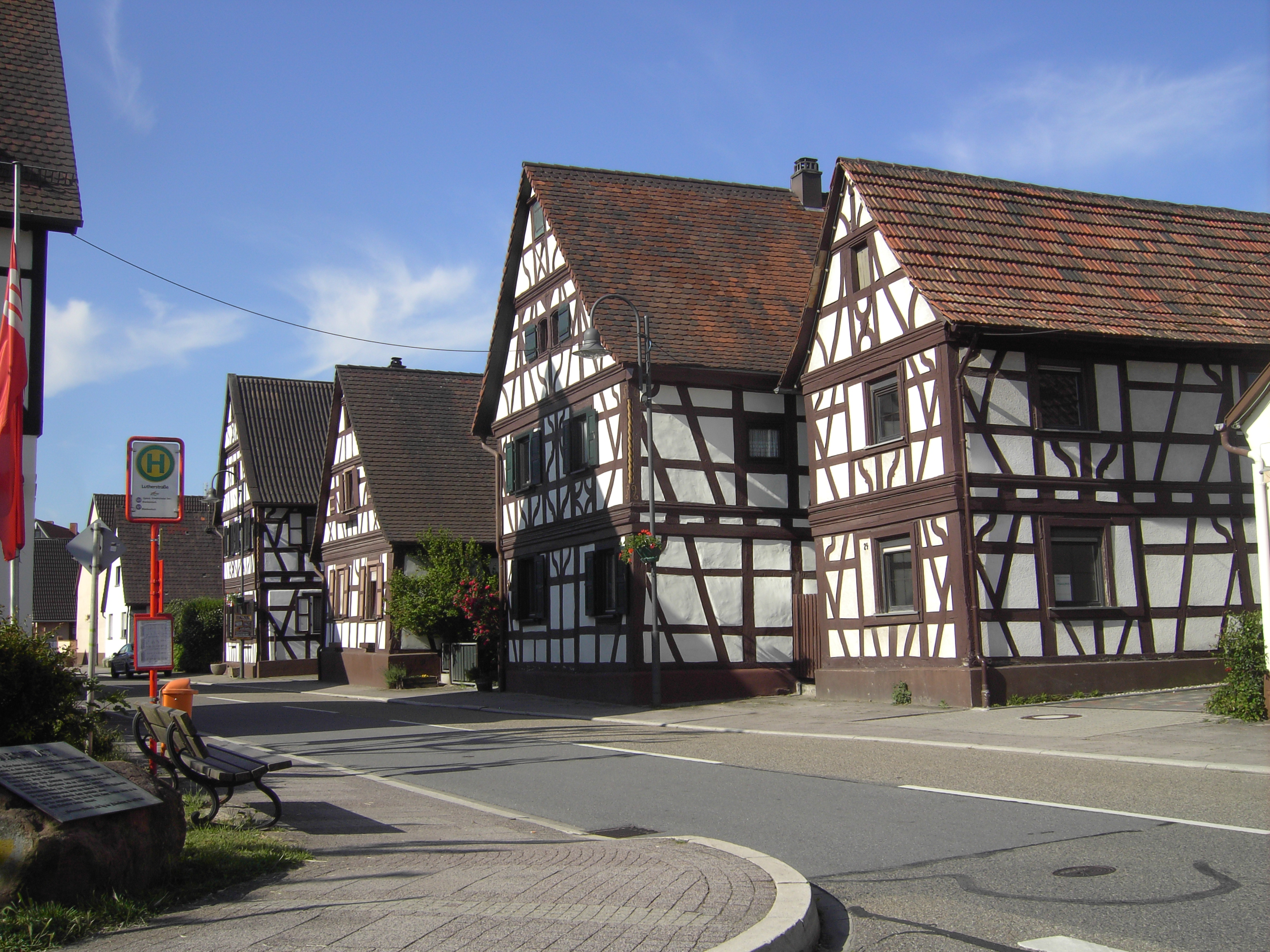
Fachwerkhäuser in der Ortsmitte von Stutensee-Staffort

Sehenswürdigkeiten sind der Dorfplatz in der Ortsmitte, die historischen Fachwerkhäuser (fränkischer Baustil), das Dorfrathaus, die evangelische Kirche mit dem Christusbaum von Hermann Weber, das Kriegerdenkmal und das Grenzstein-Refugium beim Friedhof sowie die Naturdenkmäler „Linden bei der Kirche“ und „Eiche beim Baggersee“.

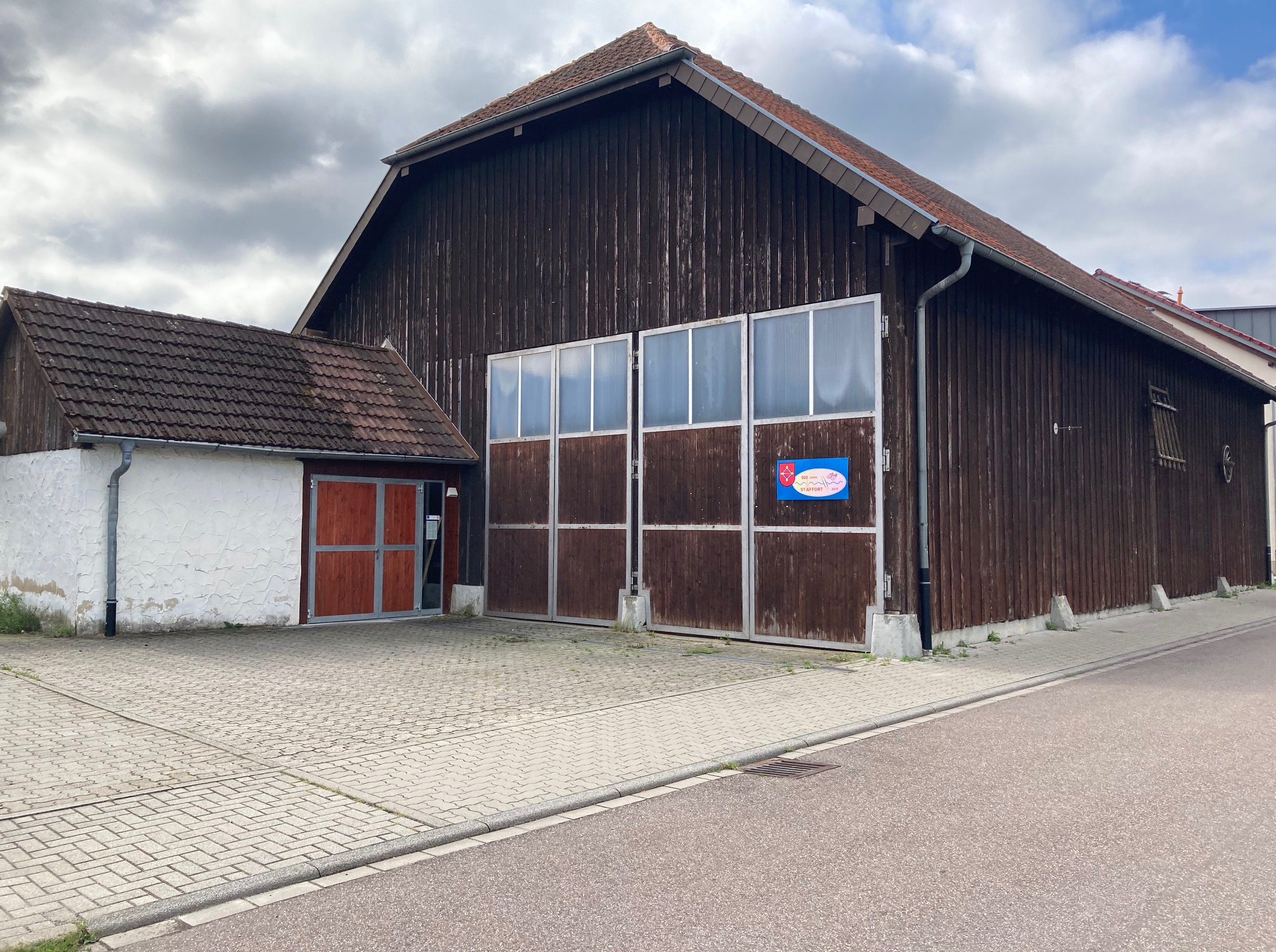
Dreschhalle Staffort die Kulturscheune der Gemeinde Staffort (2023)

Die „Dreschhalle Staffort“, in der früher eine Dreschmaschine wurde in den 1970er Jahren zur Festhalle umfunktioniert, erhielt aber die äußere Form.
An das ehemalige Wasserschloss erinnert nur noch der „Schlossbuckel“ am Ortsausgang in Richtung Friedrichstal.

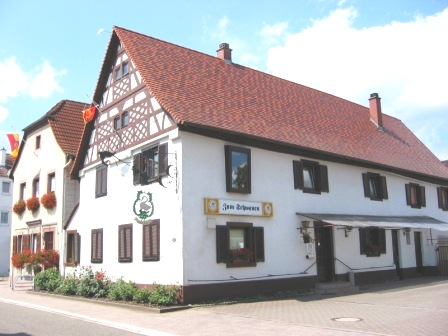
Traditionsgaststätte zum Schwanen in Stutensee-Staffort (2010)

## Wirtschaft
Die Landwirtschaft diente in Staffort bis ca. 1950 für mehr als 90 % der Familien als Selbstversorgungs- und Haupterwerbsquelle. Die dörfliche Lebens- und Arbeitsgemeinschaft war über Jahrhunderte das Leitbild des Dorfes. Die Betriebsstruktur war daher durch Kleinbetriebe gekennzeichnet, die überwiegende Betriebsgröße lag bis Mitte des 20. Jahrhunderts in Staffort wie überall in Baden bei weniger als 2 ha. In Staffort bewirtschafteten 135 Betriebe eine Fläche von 0,5–2 ha, 95 Bauern nannten zwischen 2 und 5 ha ihr Eigentum und nur drei Landwirte verfügten über einen Besitz zwischen 5 und 10 ha Fläche. Auf Grund der geringen Betriebsgröße waren viele Familien auf Zuerwerb angewiesen. Eine Besonderheit Stafforts war die verbreitete Produktion und Verarbeitung von Hanf und Flachs, ab 1860 Tabakanbau und die Produktion von Holzschuhen – woran das traditionelle „Stafforter Holzschuhrennen“ erinnert.
Haupterwerbsquelle waren neben der Viehhaltung der Anbau von Tabak, Spargel, Kartoffeln, Erdbeeren und Heilpflanzen. Eine Sonderstellung nimmt seit Jahrzehnten der Topinambur ein, der zu „Stafforter Erdgold“, einem Schnaps, verarbeitet wird.
Heute wird die Gemarkung von wenigen Landwirten mit Betriebsgrößen von jeweils mehr als 50 ha bewirtschaftet. Hauptkulturen sind Winterweizen, Winterroggen, Sommergerste und Mais.
Industrie- oder größere Dienstleistungsbetriebe gibt es in Staffort nicht, die Deutsche Homöopathie-Union betreibt einen bemerkenswerten Arzneipflanzenanbau, der überwiegende Teil der Berufstätigen ist im Forschungszentrum Karlsruhe und in Industrie und Verwaltung der angrenzenden Gemeinden sowie Karlsruhe beschäftigt.

## Persönlichkeiten
- Johann Caspar Malsch (1673–1742) war Kirchenrat in Baden und Rektor des Gymnasiums Illustre in Durlach.
- Johann Philipp Winnes (1824–1874) war der dritte China-Missionar der Basler Mission.[9]
- Karl Wilhelm Heidt (1871–1959) war Reichsbahnbeamter im Elsass und Durlach, nach seiner Pensionierung kehrte er ins Dorf zurück und wurde zum Bürgermeister gewählt. Er verzichtete auf das Bürgermeistergehalt, verordnete dem Dorf eine strenge Sparsamkeit und konnte dadurch den Bau des neuen Rathauses beginnen – in der Zeit des Nationalsozialismus wurde er aus dem Amt gedrängt, aber nach dem Krieg von den Besatzern zum „Bürgermeister-Amtsverweser“ bestimmt – er war der erste Ehrenbürger (1951) des Dorfes Staffort.[10]
- Wilhelm Glaser (1899–1968), Elektriker und Erfinder der Ortsrufanlagen.
- Ludwig Friedrich Mayer (1905–1950) war Direktor und Vorstand des Raiffeisenverbandes Hessen in Kassel und Präsidiumsmitglied im Deutschen Raiffeisenverband in Bonn.[11]
- Philipp Heidt (1918–2001), Stafforter Ortsvorsteher von 1985–1989.
- Hanna Heidt (1920–2020) Stafforter Schwanenwirtin, langjährige Korrespondentin der BNN.
- Friedrich Wilhelm Hauck (1921–2003) war Entwicklungshelfer in Afrika und Direktor bei der Ernährungs- und Landwirtschaftsorganisation (FAO) in Rom, der Landwirtschaftsorganisation der UNO.[12]
- Arnold Hauck (1928–2020) Landwirt, Bürgermeister, Ortsvorsteher, Ehrenbürger der Stadt Stutensee.
- Heinrich Sickinger (* 1945), Stafforter Ortsvorsteher 1989–2004[13]
- Ludwig-Wilhelm Heidt (1951–2021), Stafforter Ortsvorsteher 2004–2021[14][15]
- Melitta Bernauer, Stafforter Ortsvorsteherin 2021–2024[16]
- Adalbert Scherer Ortsvorsteher seit September 2024[17]